# Château de Kellie

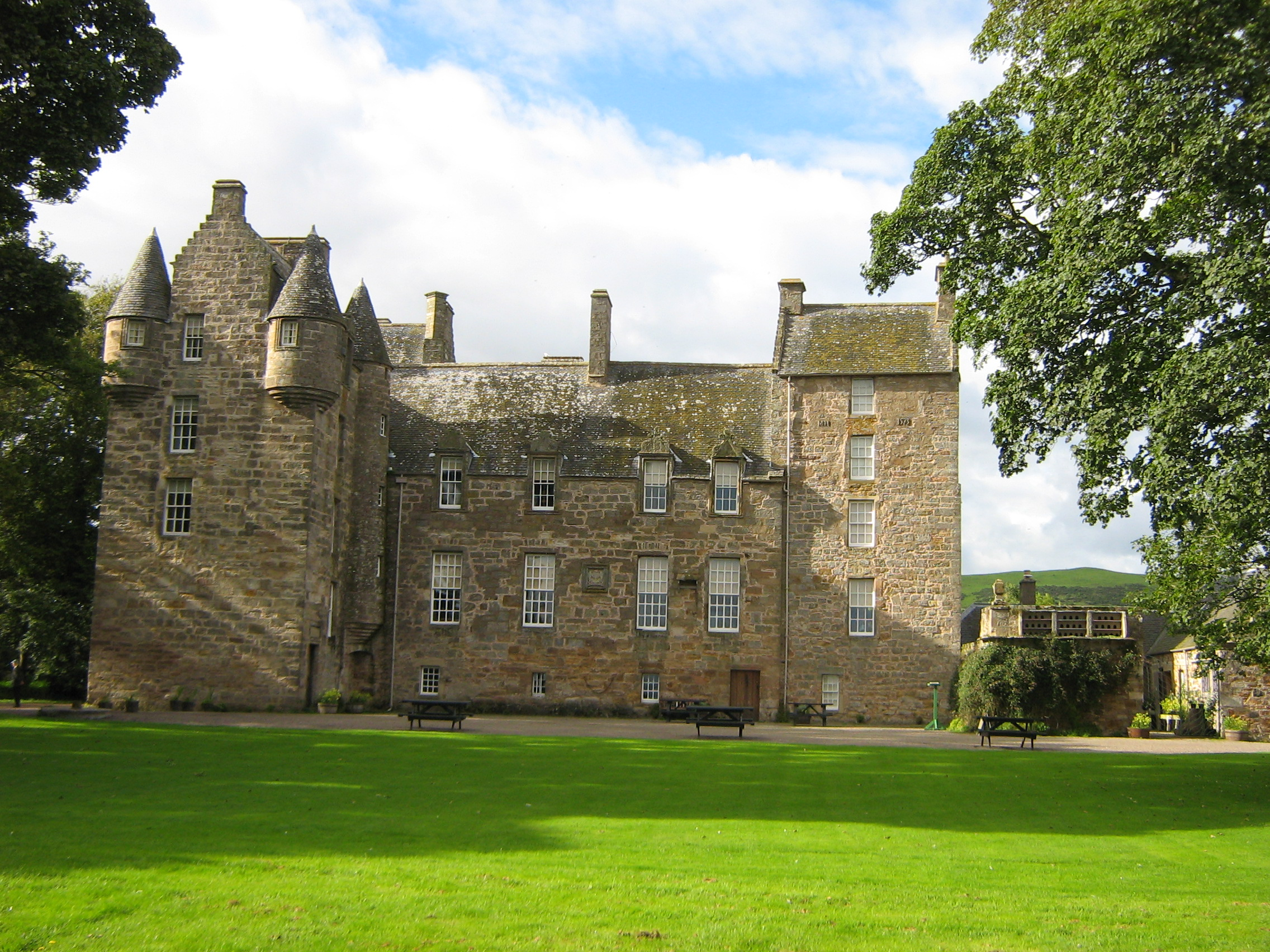
Château de Kellie

Le château de Kellie est un château juste à l'extérieur d'Arncroach et sous la colline dominante de la région, Kellie Law. il se trouve à environ 4 kilomètres au nord de Pittenweem dans l'East Neuk de Fife, en Écosse.

## Histoire ancienne
Les premières mentions de Kellie remontent à 1150 où il est cité dans une charte émise par le roi David Ier. Le premier propriétaire connu est Robert de Londres, le fils illégitime de Guillaume le Lion. En 1266, Kellie passe à la famille Siward, qui est originaire de Northumbrie et a aidé le roi Malcolm Canmore à renverser Macbeth. Les Siewards soutiennent l'Angleterre pendant les guerres d'indépendance (1296-1328) et, par conséquent, Sir Richard Sieward perd ses terres en Écosse après Bannockburn. Cependant, sa fille Helena Sieward, "Lady Kellie" conserve Kellie. Aucun des bâtiments qu'ils occupent ne semble avoir survécu.
Vers 1360, Helena, ou Elena, attribue Kellie à son parent Walter Olifard (ou Oliphant) d'Aberdalgie qui est marié à Elizabeth, une fille de Robert Bruce. Commencent alors 250 ans d'occupation par la famille Oliphant. Le domaine est cédé à un parent de Siward, Walter Oliphant, en 1360 et le château reste la propriété de la famille Oliphant jusqu'en 1613. Il est acheté par Sir Thomas Erskine, qui a sauvé la vie du roi Jacques VI lors de la conspiration de Gowrie en tuant Sir Alexander Ruthven. Le roi séjourne à Kellie en 1617 lors de sa seule visite en Écosse après l'Union des couronnes, et il nomme Erskine comte de Kellie en 1619.
Il est probable que le plafond de ce qui est aujourd'hui la bibliothèque de la tour est de 1573 ait été décoré de plâtre en prévision d'une visite royale du roi Jacques. Cette pièce est peut-être la première en Écosse où la décoration en plâtre est utilisée "dans le style londonien" de préférence aux poutres peintes et aux plafonds en planches qui étaient généralement à la mode au début du XVIIe siècle. La date "1617" et le monogramme "TVF" pour Thomas Vicomte Fenton, titre que le roi a décerné à Thomas Erskine en 1606, sont incorporés dans le plafond.

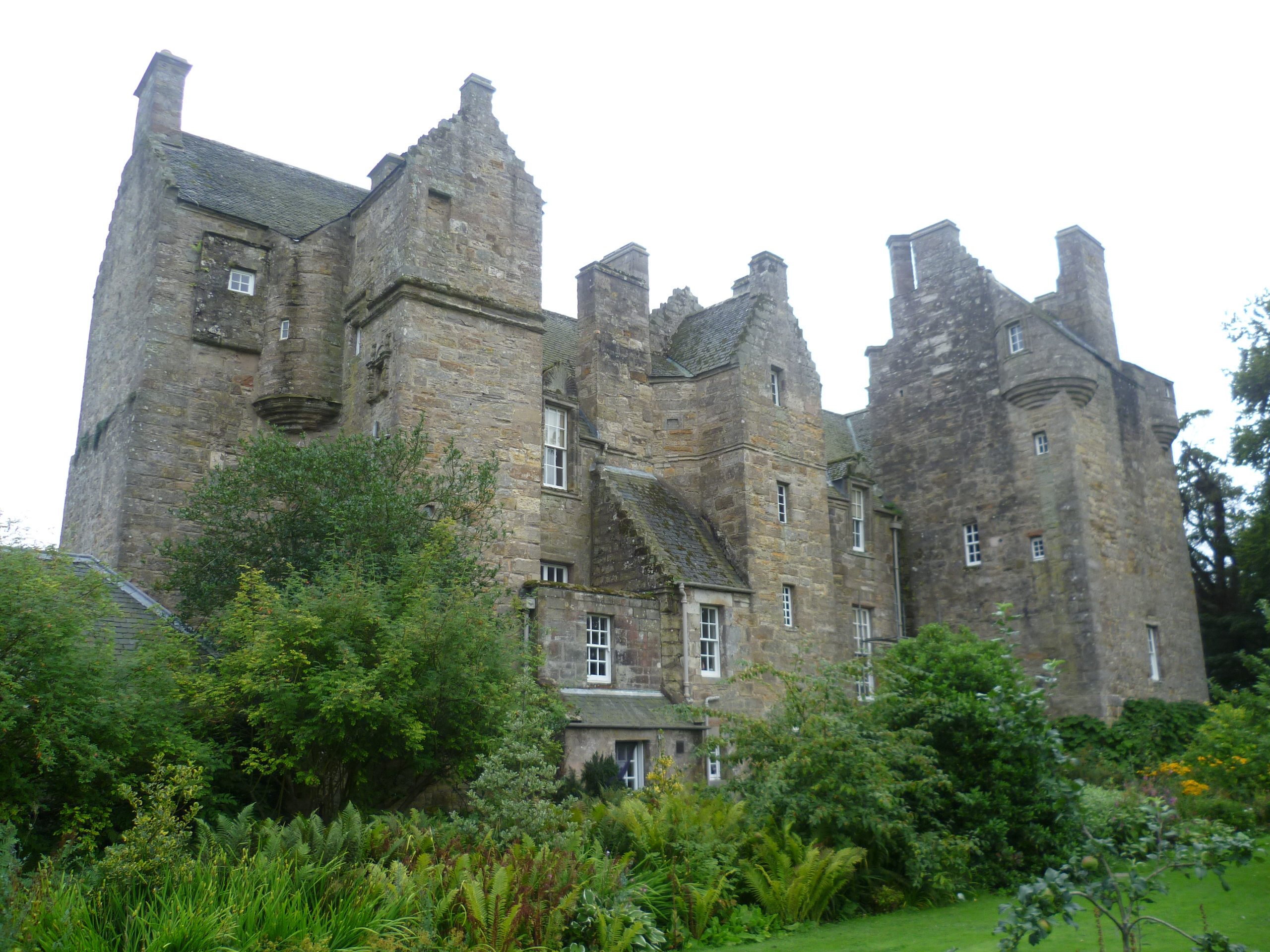
Château de Kellie (vue arrière)

À l'origine une simple maison-tour, la partie inférieure de ce qui constitue aujourd'hui la tour nord-ouest est la partie la plus ancienne du château, datant d'environ 1360, et serait hantée. En 1573, une nouvelle tour est construite par le 4e Lord Oliphant à l'est de la tour d'origine. On pense que le 4e lord a construit la tour est comme une maison commune (une propriété réservée à la veuve après la mort du mari) pour sa femme Margaret. Entre 1573 et 1606, les deux tours sont reliées par une nouvelle rangée, terminée par une autre tour au sud-ouest, créant le plan en T qui subsiste aujourd'hui. Le château est un bel exemple d'architecture domestique baronial écossais, avec un imposant mélange de pignons, de tours en encorbellement et de cheminées.

## Histoire récente
Methven Erskine, le 10e comte de Kellie, meurt en 1829 et est remplacé par John Francis Miller Erskine en tant que 11e comte de Kellie. Le château est abandonné par Erskine et vidé de son contenu lors d'un muckle roupe (vente aux enchères publiques) en 1830. John Francis Miller Erskine est confirmé comme 26e comte de Mar en 1835 et le comté de Kellie est uni au comté de Mar. La propriété semble alors être revenue à James Maitland Hog (en) de Newliston (ci-après intitulé "de Newliston et Kellie") mais Hog utilise peu le domaine et le château reste délaissé pendant de nombreuses années. En 1878, il est loué par le comte de Mar et Kellie à James Lorimer, professeur Regius de droit public à l'Université d'Édimbourg, et père de Sir Robert Lorimer (en), le célèbre architecte écossais. La famille Lorimer entreprend de restaurer le château pour l'utiliser comme lieu de villégiature, mais il devient rapidement la maison familiale. Robert Lorimer participe à une grande partie des travaux de restauration, restaurant de magnifiques plafonds en plâtre, des boiseries peintes et des meubles.
Il existe des exemples du travail de Robert Lorimer en tant qu'architecte à travers le monde. A Kellie nous avons le doocot et la maison de jardin ainsi que la restauration du jardin avec sa sœur Caroline-Louise. Le dessin d'arpentage du château de Kellie (1887) présenté à Kellie illustre son talent de dessinateur. Près de Kellie se trouve la rénovation et l'extension de Lundie Cottage (1902) à Arncroach. Les lucarnes intéressantes peuvent être vues de la chaussée, en face de l'église.
Après la mort du professeur, le bail est repris par sa femme Hannah en 1890. Robert Lorimer commence la première de ses modifications en 1900: la construction d'un doocot et d'une maison de jardin.
À la mort de John en 1936, la location expire et la maison est nettoyée et le château redevient vacant. En 1936, le fils de Sir Robert, le sculpteur Hew Lorimer (en) et son épouse Mary, renouvellent la location de Lorimer. Hew et Mary Lorimer achètent le château en 1948 et il reste sa propriété jusqu'en 1970. Entre 1970 et 1990, Hew continue à vivre dans une partie du château et utilise les écuries comme atelier.

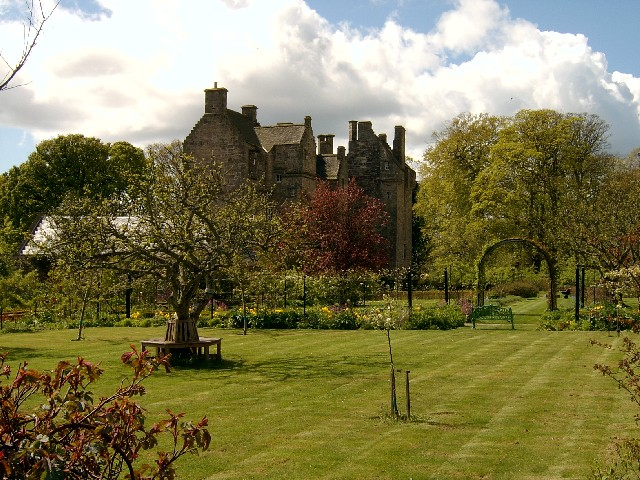
Jardins du château de Kellie

## Aujourd'hui
Hew Lorimer vend le château, ainsi que 6,5 hectares de jardins et un jardin clos organique au National Trust for Scotland en 1970. Le jardin clos est du XVIIe siècle, avec des ajouts de la fin de l'époque victorienne, et contient une belle collection de roses à l'ancienne, d'arbres fruitiers et de plantes herbacées.
Le contenu principal du château est confié au Trust par le secrétaire d'État pour l'Écosse et, en 1998, le Trust achète les objets de la famille Lorimer. Parmi ces artefacts figurent des peintures d' Hannah Cassels im Thurn, la fille aînée d'Hannah et de James Lorimer. Le château et les jardins sont ouverts au public, et il y a une exposition permanente du travail et de l'atelier de Hew Lorimer dans les anciennes écuries.

## Intérieur
Phoebe Anna Traquair, qui est un soutien de la philosophie Arts and Crafts, termine le panneau peint au-dessus de la cheminée du salon en 1897. La peinture est basée sur la Primavera de Botticelli et est achevée lorsque John Henry Lorimer vit dans le château. Hew et Mary Lorimer, qui ont repris la location après John Henry, n'aiment apparemment pas le tableau et ils le font couvrir à la fin des années 1940. Ils prennent soin de ne pas abîmer la peinture et ils utilisent du papier cartouche avec de la pâte de farine. Le tableau est restauré en 1996 par le National Trust for Scotland à la suite du décès de Hew Lorimer qui est resté à Kellie et a vécu dans une partie de la tour est du château jusqu'en 1990.
La tapisserie actuellement dans la salle à manger est composée d'au moins deux, voire trois, tapisseries différentes. L'élément central et principal est une tapisserie flamande (1580) qui représente Europe et le Taureau. Cette tapisserie se trouvait autrefois dans le salon, comme l'illustre une photographie de Country Life prise en 1964. Les bordures ont été ajoutées ultérieurement.
Dans les années 1930, John Henry Lorimer est vice-président de ce qui est alors connu sous le nom d'Edinburgh Astronomical Association et maintenant de Astronomical Society of Edinburgh. À sa mort en 1936, il laisse un héritage substantiel à la société qui décerne maintenant une médaille en son honneur. La société possède un buste de John Henry et deux de ses tableaux. Le buste et les deux tableaux, "Sunlight in the South Room, Kellie" et "The Long Shadows", sont exposés au château de Kellie.
La plus grande pièce du château, utilisée par les Lorim comme salon, est la Grande Salle, achevée vers 1606. Sur le mur ouest se trouvent deux miroirs avec une crête d'aigle, conçus par Sir Robert Lorimer et fabriqués par Whytock et Reid d'Édimbourg. Ces miroirs, suspendus de part et d'autre de la fenêtre ouest, semblent avoir un effet magique. Quelle que soit la distance parcourue, votre image semble conserver la même taille.